# 速星駅
速星駅（はやほしえき）は、富山県富山市婦中町速星にある、西日本旅客鉄道（JR西日本）・日本貨物鉄道（JR貨物）高山本線の駅である。
特急「ひだ」の一部が停車する

## 歴史
- 1927年（昭和2年）9月1日：鉄道省飛越線（現・高山本線）富山駅 - 越中八尾駅間開通時に開設。旅客・貨物取扱開始[4]。
- 1928年（昭和3年）5月15日：大日本人造肥料速星工場操業開始[5]。
- 1934年（昭和9年）10月25日：線路名称改定。飛越線が高山本線へ編入、同線の駅となる[6][7]。
- 1953年（昭和28年）12月28日：富山地鉄が新富山停留場より速星駅前に至る軌道を敷設するための特許を取得（富山地方鉄道速星線）[8]。
- 1968年（昭和43年）6月29日：富山地鉄が速星線に係る特許を返納[8]。
- 1974年（昭和49年）10月1日：営業範囲改正、旅客、荷物及び車扱貨物を取扱う駅となる[9]。
- 1981年（昭和56年）11月20日：営業範囲改正、旅客、荷物及び専用線発着車扱貨物を取扱う駅となる[10]。
- 1984年（昭和59年）2月1日：営業範囲改正、旅客及び専用線発着車扱貨物を取扱う駅となる[11]。
- 1987年（昭和62年）
  - 3月31日：営業範囲を改正し、旅客、荷物（ただし新聞紙に限る）及び専用線発着コンテナ及び車扱貨物を取扱う駅となる[12]。
  - 4月1日：国鉄分割民営化に伴い、JR西日本・JR貨物の駅となる[13]。
- 1992年（平成4年）7月10日：みどりの窓口開設[14]。
- 2002年（平成14年）3月23日：夜間無人駅化[15]。
- 2011年（平成23年）4月：業務委託駅化[1]。
- 時期未定：みどりの窓口営業終了（予定）[16]。

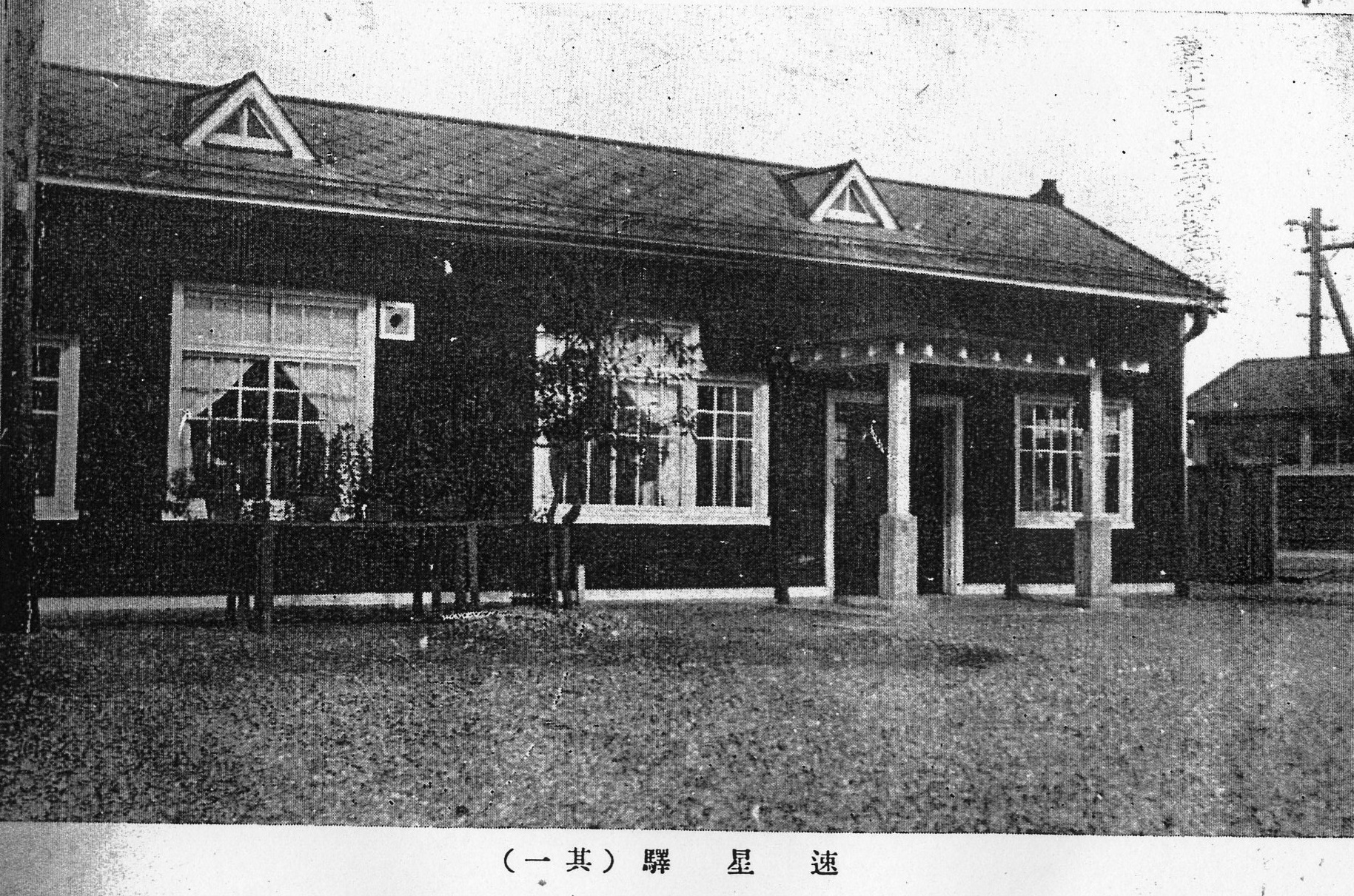
駅舎（1933年）
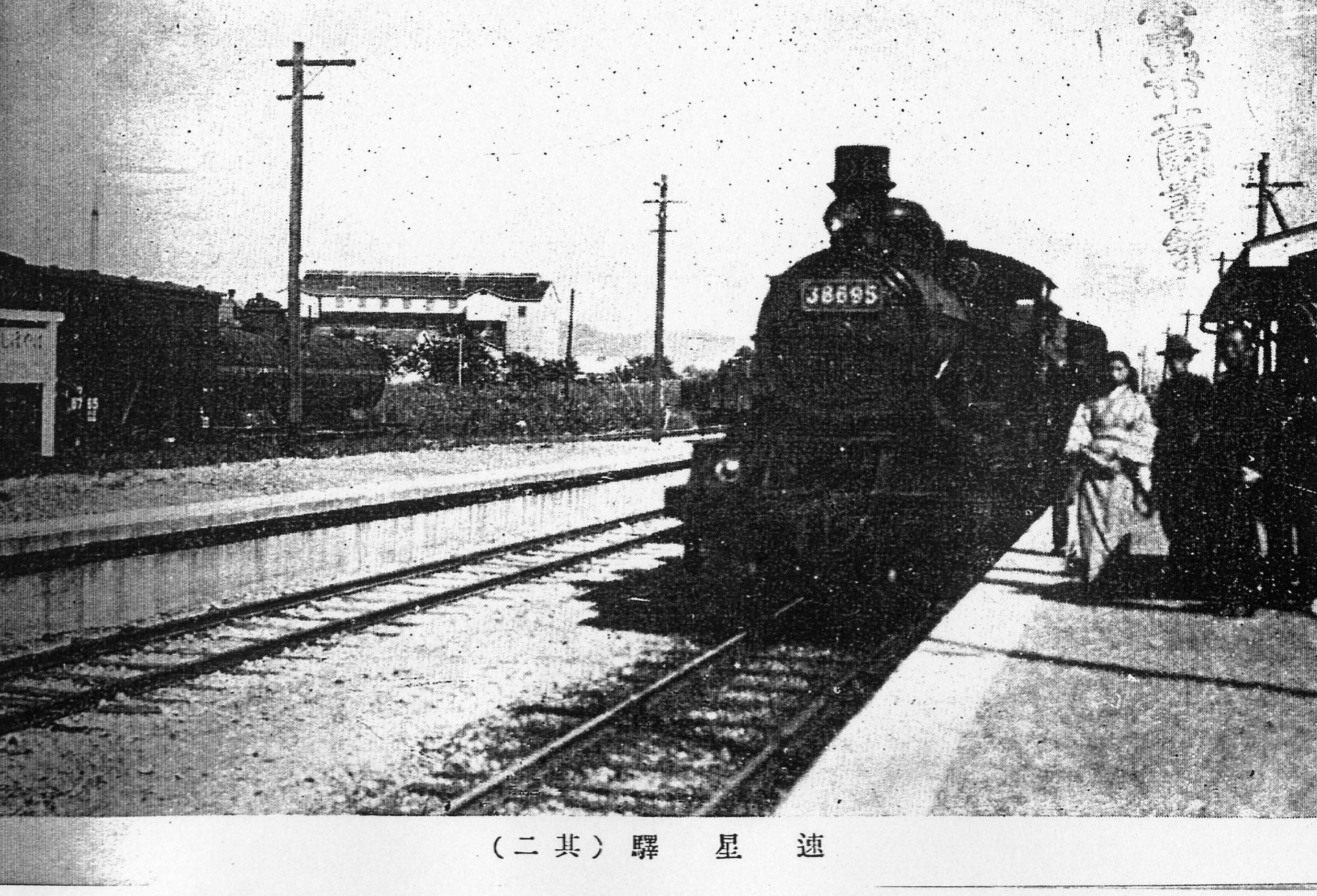
ホーム（1933年）

## 駅構造

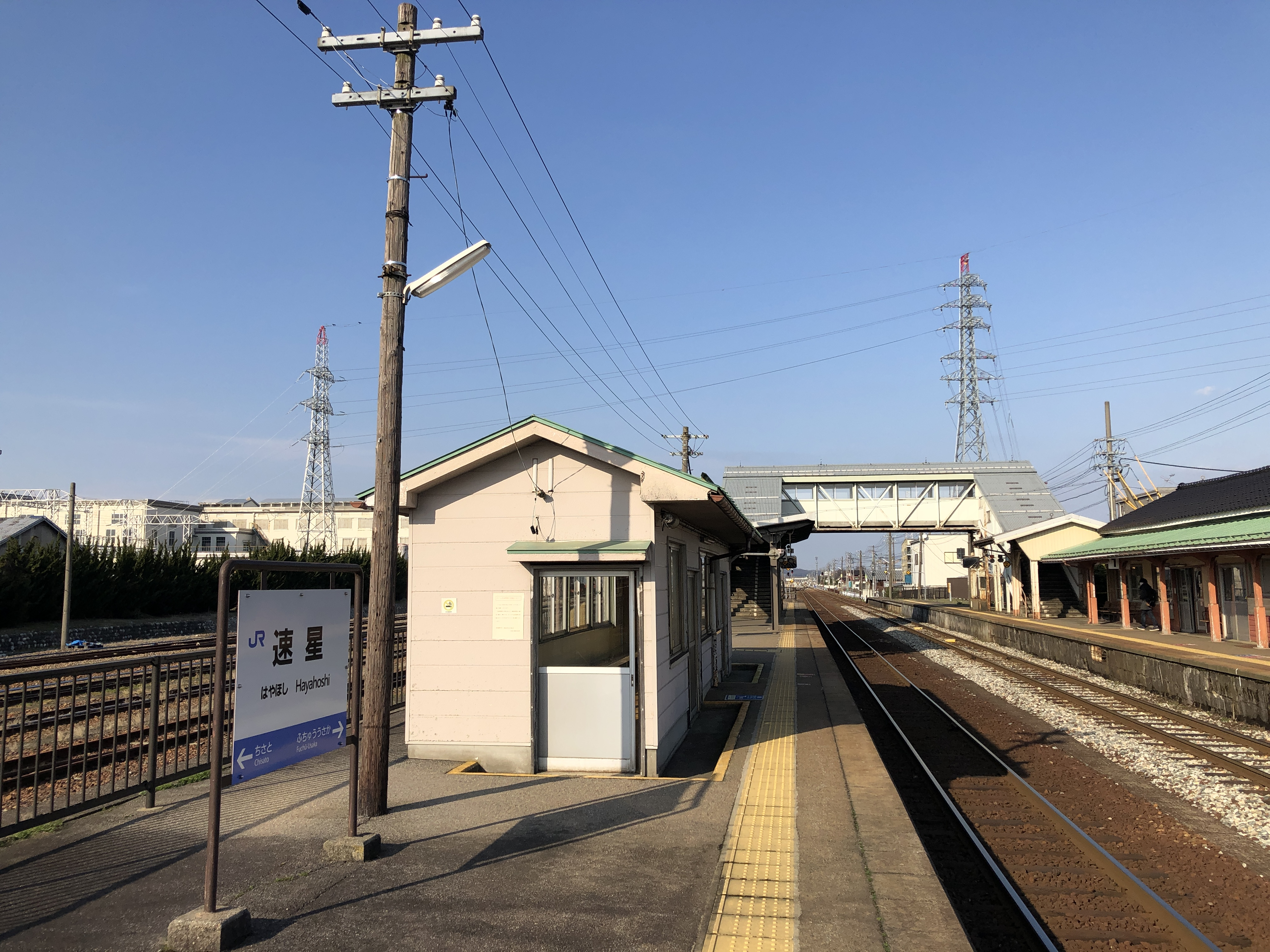
ホーム（2019年2月）

単式ホーム1面1線と島式ホーム1面2線、計2面3線を有する地上駅。ただし3番線は貨物用であって、3番線より富山方面へ貨物用側線がある。開業以来の木造駅舎が残るが、駅前広場改修工事に伴い、アーケードが整備された。また駅前には高山本線開通50周年記念たる9600形蒸気機関車の車輪がある。
北陸広域鉄道部管理の業務委託駅（JR西日本金沢メンテック受託）。みどりの窓口設置。

### のりば
| のりば | 路線                                   | 方向                                   | 行先                                   |
| ------ | -------------------------------------- | -------------------------------------- | -------------------------------------- |
| 1      | ■高山本線                              | 上り                                   | 越中八尾・高山方面                     |
| 2      | ■高山本線                              | 下り                                   | 富山方面                               |
| 3      | （貨物列車専用、旅客列車は入線しない） | （貨物列車専用、旅客列車は入線しない） | （貨物列車専用、旅客列車は入線しない） |

## 貨物取扱

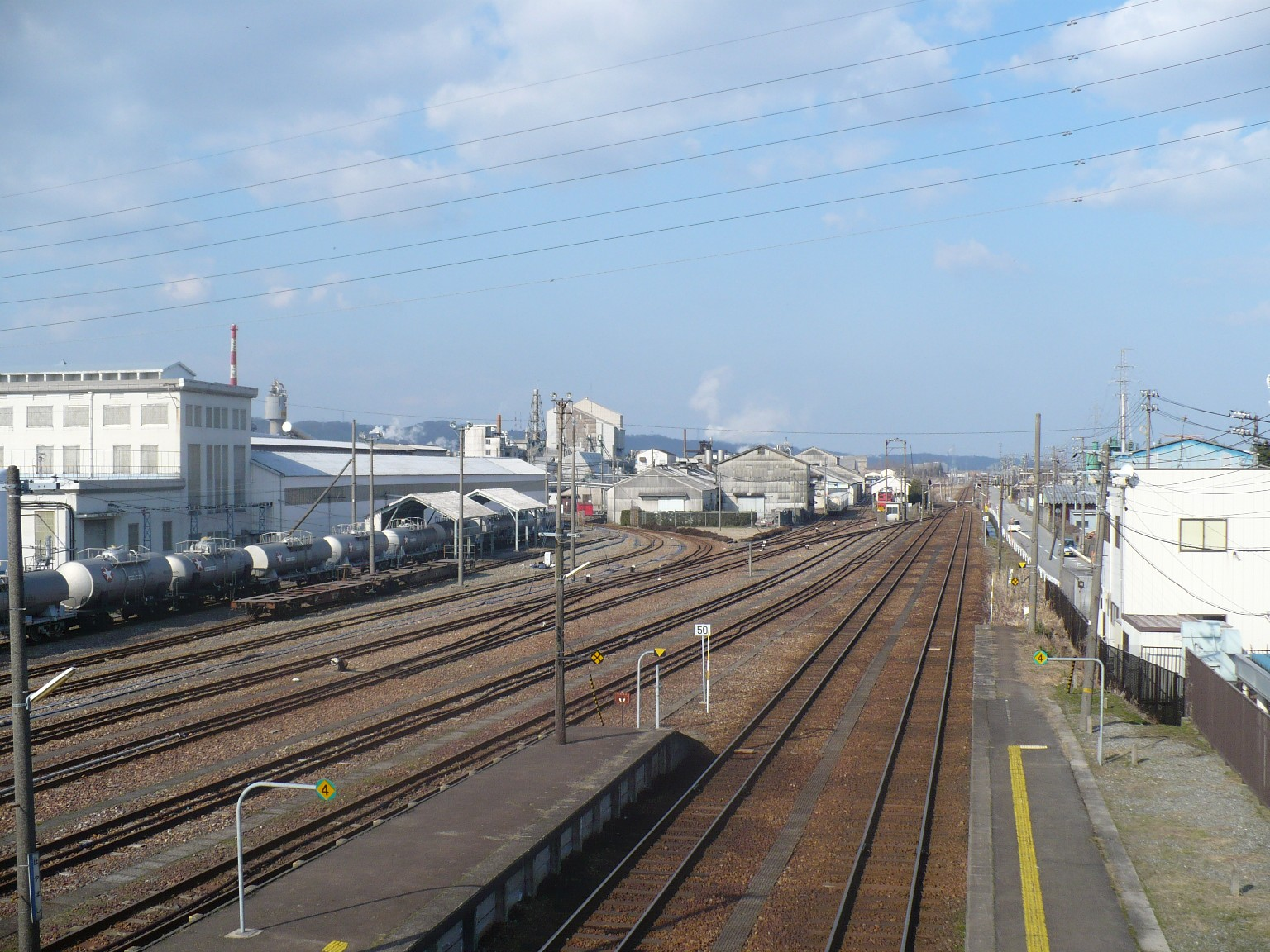
富山方に日産化学への専用線が続く（2008年3月）

開設以来一般駅であり、1981年（昭和56年）11月20日より専用線発着車扱貨物を取扱う駅となったが、1987年（昭和62年）3月31日よりコンテナ貨物取扱が開始され、1987年（昭和62年）4月1日の日本貨物鉄道への経営移管後もその営業範囲が維持されている。高山線唯一の貨物取扱がある駅である（西富山駅は登録のみ残っている）。
駅構内から日産化学富山工場へ専用線が接続されており、タンクコンテナやタンク車による化学薬品の受発送が行われている。富山駅 - 当駅間はDD200形が列車を牽引するが、専用線内においては25噸の小型ディーゼル機関車がその入換及び牽引を行う。
1953年（昭和28年）10月10日付『鉄道公報』第1254号通報専用線一覧別表掲載中、当駅接続の専用線は次の通り。
- 日産化学工業線（第三者使用：大正運送、動力：私有機関車、作業粁程：0.6粁（製品線）・1.0粁（ガス線）・1.2粁（ボイラー線））

1970年（昭和45年）10月1日現在における当駅接続の専用線は以下の通り。
- 日産化学工業線（真荷主：日産建材及び日産ケメトロン触媒、通運事業者：大正運送、動力：私有機関車、作業粁程：0.8粁（製品線）・1.2粁（ガス線）・1.4粁（ボイラー線）・0.3粁（製品6番線）、総延長粁程：9.3粁）

1983年（昭和58年）4月1日現在における当駅接続の専用線は以下の通り。
- 日産化学工業線（真荷主：日産建材・日産ガートラー触媒、通運事業者等：日産輸送、動力：私有機関車、作業粁程：0.8粁（製品線）・1.2粁（ガス線）・1.4粁（ボイラー線）・0.3粁（製品6番線）、総延長粁程：8.8粁）

## 利用状況
「富山県統計年鑑」及び「富山市統計書」によると、近年の1日平均乗車人員の推移は以下の通り。
| 年度   | 1日平均 乗車人員 |
| ------ | ---------------- |
| 1995年 | 1,148            |
| 1996年 | 1,165            |
| 1997年 | 1,097            |
| 1998年 | 1,119            |
| 1999年 | 1,071            |
| 2000年 | 1,090            |
| 2001年 | 1,024            |
| 2002年 | 965              |
| 2003年 | 930              |
| 2004年 | 903              |
| 2005年 | 914              |
| 2006年 | 929              |
| 2007年 | 981              |
| 2008年 | 979              |
| 2009年 | 954              |
| 2010年 | 984              |
| 2011年 | 948              |
| 2012年 | 971              |
| 2013年 | 989              |
| 2014年 | 990              |
| 2015年 | 1,049            |
| 2016年 | 1,069            |
| 2017年 | 1,097            |
| 2018年 | 1,173            |
| 2019年 | 1,203            |
| 2020年 | 979              |
| 2021年 | 1,046            |
| 2022年 | 1,103            |
| 2023年 | 1,131            |

## 駅周辺
旧婦負郡婦中町の中心駅であった。
- 日産化学富山工場
- 富山市婦中総合行政センター（旧・婦中町役場）
- 富山県立富山西高等学校
- フューチャーシティ・ファボーレ（ショッピングモール）

- 国道359号
- 富山県中央植物園

## 隣の駅
※特急「ひだ」（当駅には一部のみ停車）の隣の停車駅は列車記事参照。
西日本旅客鉄道（JR西日本）
■高山本線
千里駅 - 速星駅 - 婦中鵜坂駅